# Kraftwerk Vuhred
Das Kraftwerk Vuhred (slowenisch Hidroelektrarna Vuhred) ist ein Laufwasserkraftwerk an der Drau, das in der Gemeinde Radlje ob Dravi, Slowenien liegt. Es hat eine installierte Leistung von 72,3 MW.
Das Kraftwerk ist im Besitz der Dravske elektrarne Maribor (DEM) und wird auch von DEM betrieben.

## Absperrbauwerk
Das Absperrbauwerk ist eine Wehranlage mit vier Wehrfeldern; zwischen den Wehrfeldern befindet sich jeweils ein Maschinenhaus mit einer Turbine. Jedes Wehrfeld hat eine Breite von 17 m. Über die Wehranlage können maximal 5800 m³/s abgeführt werden.

## Stausee
Bei Vollstau erstreckt sich der Stausee über eine Länge von 13,1 km und fasst 10,3 Mio. m³ Wasser, von denen 2,2 Mio. für die Elektrizitätserzeugung genutzt werden können.

## Kraftwerk
Das Kraftwerk wurde von 1952 bis 1958 gebaut. Es ging 1956 mit zwei Maschinen in Betrieb; die dritte Maschine folgte 1958. Das Kraftwerk verfügt über eine installierte Leistung von 72,3 MW. Die durchschnittliche Jahreserzeugung liegt bei 297 Mio. kWh. Die drei Kaplan-Turbinen leisten jeweils maximal 24,1 MW, die zugehörigen Generatoren 30 MVA. Die Fallhöhe liegt bei 17,41 m. Der Durchfluss beträgt 550 m³/s.